# Bambao
Bambao is een plaats op de oostkust van het eiland Anjouan behorend tot de Comoren. Een lokale heerser, Sultan Saidi Ali ibn Saidi Omar wist Grande Comore in 1884 te verenigen maar hij werd later door de Fransen verbannen.